# Dolihil-fosfat-manoza-protein manoziltransferaza
Dolihil-fosfat-manoza-protein manoziltransferaza (EC 2.4.1.109, dolihol fosfomanoza-protein manoziltransferaza, protein O--manoziltransferaza) je enzim sa sistematskim imenom dolihil-fosfat-D-manoza:protein O--manoziltransferaza. Ovaj enzim katalizuje sledeću hemijsku reakciju
dolihil fosfat D-manoza + protein {\displaystyle \rightleftharpoons } dolihil fosfat + O-D-manozilprotein
Ovaj enzim prenosi manozilne ostatke na hidroksi grupe serina ili treonina, formirajući manoproteine  ćelijskog zida.

## Literatura
- Nicholas C. Price; Lewis Stevens (1999). Fundamentals of Enzymology: The Cell and Molecular Biology of Catalytic Proteins (Third изд.). USA: Oxford University Press. ISBN 019850229X.
- Eric J. Toone (2006). Advances in Enzymology and Related Areas of Molecular Biology, Protein Evolution (Volume 75 изд.). Wiley-Interscience. ISBN 0471205036.
- Branden C; Tooze J. Introduction to Protein Structure. New York, NY: Garland Publishing. ISBN 0-8153-2305-0.
- Irwin H. Segel. Enzyme Kinetics: Behavior and Analysis of Rapid Equilibrium and Steady-State Enzyme Systems (Book 44 изд.). Wiley Classics Library. ISBN 0471303097.

## Spoljašnje veze
- Dolichyl-phosphate-mannose-protein+mannosyltransferase на 